# Юстина Ковальчик
Юсти́на Марі́я Кова́льчик (пол. Justyna Maria Kowalczyk-Tekieli; *19 січня 1983) — польська лижниця, олімпійська чемпіонка.
Виборовши бронзу в Турині 2006, Ковальчик стала першою польською лижницею, що зуміла здобути олімпійську медаль. В сезоні 2008—2009 їй підкорився Кубок світу в загальному заліку. Перед Ванкуверською олімпіадою вона виграла Тур де скі 2009-2010. У Ванкувері вона стала олімпійською чемпіонкою в гонці на 30 км класичним стилем, вигравши 0,3 с у норвезької лижниці Маріт Бйорген.
У 2005 Ковальчик була дискваліфікована за вживання забороненого препарату дексаметазону, яким вона лікувала коліно. Потім дискваліфікація була скорочена до одного року, що дозволило Юстині взяти участь у туринській Олімпіаді.